# Ван Бін
Ван Бін (王冰, 710 —805) — китайський державний службовець та лікар часів династії Тан.

## Життєпис
Про місце народження немає відомостей. Замолоду Ван Бін ретельно вивчав даосизм, шукав способи підтримки здоров'я і продовження життя. Серйозно захоплювався медициною. Особливу увагу приділяв канону «Хуанді ней цзін» («Канон Жовтого імператора про внутрішнє»). Водночас зробив успішну кар'єру. Точної інформації про проходження щаблів державної служби. У 762 році був призначений начальником Наказу імператорських слуг. Проте щодо подальшої служби мало відомостей.

## Медицина
В період 750—762 років займався систематизацією канону «Су вень», писав до нього великі коментарі. Результатом цієї роботи стала книга «Хуанді ней цзін су вень чжу» («Коментарі до „Су вень“ Канону Жовтого імператора про внутрішнє»). У книзі особлива увага приділена прийомам голковколювання, звірені і виправлені місця локалізації деяких точок, запропоновані свої способи лікування хвороб за допомогою чженьцзю-терапії. Був автором кількох інших книг, на тепер загублені.